# Neo Pistea
Sebastián Chinellato (Merlo, Argentina; 5 d'octubre de 1994), conegut artísticament com a Neo Pistea, és un raper argentí, considerat com un dels majors referents del moviment urbà a Argentina. Forma part del grup de trap «Modo Diablo» juntament amb Duki i Ysy A.

## Biografia
Chinellato va començar a relacionar-se amb la cultura del hip-hop a través del grafiti. Va aprendre a rapejar amb setze anys juntament amb altres artistes reconeguts de l'escena com CNO i Obie Wan Shot.
Va gravar les seves primeres cançons amb programes d'enregistrament que va instal·lar a l'ordinador del programa «Conectar Igualdad», del govern argentí. Duki va declarar l'any 2019: «Allà pel 2014, aquest malalt es gravava, es produïa ell sol i feia trap abans que ningú».
La seva carrera va començar el 2015, quan va llançar els temes «White Chocolate», «Tony The Kid» i «Black Chocolate».
L'any 2017 va llançar el seu únic EP titulat Oro y Perfume, el qual va comptar amb 4 senzills i col·laboracions amb els artistes Lara91k i Mike Southside.
L'any 2018 va formar part del trio musical «Modo Diablo» al costat dels rapers YSY A i Duki, van treure a la llum cançons com «Quavo» i «Trap N' Export», els quals els van ajudar a exposar el gènere del trap a sud-amèrica.
A finals de març de 2019 va llançar un remix del seu tema «Tumbando el club» al costat d'altres artistes de trap d'argentina: Duki, Cazzu, Ysy A, Khea, Lucho SSJ, Marcianos Crew, Obie Wan Shot, C.R.O i Coqeéin Montana. Aquest mateix any participa en el Lollapalooza d'Argentina.
L'any 2021, llança el seu únic àlbum d'estudi titulat Punkdemia, el qual compta amb 13 senzills i col·laboracions amb artistes com Cazzu, Duki, YSY A, Neutro Shorty, De la Ghetto, Omar Montes, Dante Spinetta, entre d'altres.

## Discografia

### Àlbums d'estudi
- Punkdemia (2021)

### EPs
- Oro y Perfume (2017)

### Mixtapes
- TonyTheKid Mixtape Vol. 1 (2015)